# Guillaume Van Kerckhoven
Guillaume Van Kerckhoven (ou Willem Frans Van Kerckhoven), né à Malines (Belgique) le 28 janvier 1853, mort le 10 août 1892 à Djebel Watti, est un officier et explorateur belgede l'État indépendant du Congo.

## Biographie
Guillaume François Van Kerckhoven, né à Malines le 28 janvier 1853, est le fils de François Van Kerckhoven, ouvrier menuisier, et de Jeanne Catherine Miller. 
Il fait ses études secondaires au Collège communal Pitzemburg à Malines. 
À 14 ans, il s'engage dans les armées pontificales puis, à 16 ans, dans l'armée belge au 6e régiment de Ligne. Il est officier sorti du rang passant par les différents grades de sous-officier : caporal en 1869, adjudant en 1873 et sous-lieutenant au 3e régiment de Ligne en 1875. Il est admis à l'École de guerre et est promu en 1881 lieutenant adjoint d'état-major au 1er régiment d'artillerie. Il est détaché à l'Institut cartographique militaire le 5 mars 1883, procédure normale pour les officiers belges envoyés au Congo pour le compte du roi souverain Léopold II.
Arrivé dans l'État indépendant du Congo (EIC), il prend d'abord le commandement de la station d'Isanghila dans le District des Cataractes situé entre la côte et Léopoldville puis est appelé à Mukumbi pour conclure des accords avec les chefs tribaux. Il se rend ensuite sur le territoire des Bangala où il prend la relève de Camille Coquilhat en juin 1885. Il y fait face à des attaques violentes et, ayant rallié plusieurs tribus, il parvient à recruter les premiers soldats congolais de la future Force publique. Ayant accompli son premier terme au Congo, il retourne en Belgique en juin 1886.
Il retourne dans le district des Bangala en décembre 1886 où, avec Camille Coquilhat, il crée les premières briqueteries permettant la construction de maisons en dur ainsi que des plantations de riz, de café et de cacao. Van Kerckoven explore en outre les rives des rivières Itimbiri et Arouwimi alors que ses subalternes fondent les stations de Oupouto, Yabimga et Basoko. À bord de son vapeur « Association Internationale Africaine », il fait la chasse aux esquifs esclavagistes et vient à Yambuya au secours du major anglais Barttelot et de sa caravane (qui faisaient partie de l'expédition de secours d'Emin Pacha), épuisée et à bout de ressources. En octobre 1888, il est nommé commissaire de district de 1ère classe. En janvier 1890, il retourne en Belgique, ayant accompli son deuxième séjour dans l'État indépendant du Congo. En novembre 1890, il est nommé inspecteur d'État de l'État indépendant du Congo.
Fin 1890, il retourne au Congo avec le grade de capitaine-commandant. Il est chargé du commandement d'une grande expédition dans les confins nord-est de l'État indépendant du Congo en direction du Bahr-el-Ghazal. Avec plusieurs vapeurs et une force importante, il s'agit de s'opposer aux bandes d'esclavagistes arabo-swahilis et de prendre le contrôle d'une région riche en ivoire au nord-est du Congo. Sa colonne progresse le long de l'Itimbiri dans la vallée du Haut-Uélé en direction du Nil. Ses troupes battent les esclavagistes arabes et son adjoint, le lieutenant Ponthier, rachète  250 esclaves. Sur la rivière Kepoko, il fonde la station Mangima ainsi que les stations de Swangu et Niangara. Il est le premier européen à parvenir à Wadelai, localité située sur le Nil blanc. Ayant atteint le but de son expédition, il conclut des traités avec les chefs tribaux. 
Alors qu'il s'apprêtait à rentrer en Belgique, il décède le 10 août 1892 à Djebel Watti d'un tir accidentel et est enterré sur place.

## Hommages et distinctions
Il y a une « Van Kerckhovenstraat » (rue Van Kerckhoven) à Malines et Anvers.
Nzoro, une ville du nord-est de la République Démocratique du Congo, était auparavant nommée Vankerckhovenville en son honneur.
Les distinctions suivantes lui ont été décernées :
- Chevalier de l'ordre de Léopold en 1886 (Belgique) ;
- Étoile de Service (État indépendant du Congo).